# Miłkowice (stacja kolejowa)
Miłkowice – węzłowa stacja kolejowa w Miłkowicach, w województwie dolnośląskim, w Polsce. Położona na linii nr 275 z Wrocławia do Gubina, stanowiąca jednocześnie początek linii nr 282 do Jasienia przez Węgliniec. Obie linie na odcinkach Wrocław - Miłkowice i Miłkowice - Węgliniec funkcjonują jako część europejskiej magistrali kolejowej E 30.
Dawniej istotna stacja rozrządowa w ruchu towarowym, nazywana w środowisku kolejarzy „bramą do Legnicy”.

## Ruch pasażerski
| Rok  | Wymiana pasażerska na dobę |
| ---- | -------------------------- |
| 2017 | 300-499                    |
| 2022 | 300-499                    |

## Ruch pociągów
Linia 275 między Wrocławiem a Miłkowicami oraz 282 między Miłkowicami a Węglińcem funkcjonują jako część magistrali kolejowej E 30 układu AGTC, przystosowanej do wysokiej przepustowości z prędkościami do 160 kilometrów na godzinę dla pociągów pasażerskich i do 120 km/h dla pociągów towarowych.
Od grudnia 2017 ruch pociągów na stacji w Miłkowicach jest sterowany zdalnie z lokalnego centrum sterowania PKP PLK w Bolesławcu.

## Historia

### Przed II wojną światową
Stacja w Miłkowicach powstała w ramach budowy w latach 1844–1847 magistrali kolejowej Wrocław – Berlin, należącej do Kolei Dolnośląsko–Marchijskiej. Uruchomienie odcinka linii kolejowej z Legnicy do Bolesławca nastąpiło 1 października 1845 roku.
Po przejęciu przez państwo pruskie Kolei Dolnośląsko-Marchijskiej wybudowano nowy odcinek magistrali przez Bory Dolnośląskie, skracający odległość i czas przejazdu między Wrocławiem a Berlinem. Linię uruchomiono 15 maja 1875 roku. Z Miłkowic uczyniono stację węzłową. Z tego okresu pochodzi budynek dworca kolejowego.
W ramach programu modernizacji na przełomie lat 20. i 30. XX w. stacji kolejowych Deutsche Reichsbahn stacja w Miłkowicach została zmodernizowana i rozbudowana. W październiku 1925 roku do stacji włączono nowo wybudowaną kolejową towarową obwodnicę Legnicy. Przed II wojną światową władze hitlerowskie rozbudowały węzeł kolejowy w celach militarnych. Powstało osiedle pracowników kolei. W Miłkowicach powstała druga co do wielkości w prowincji śląskiej towarowa stacja rozrządowa, a na kolei znalazło pracę wielu mieszkańców miejscowości. W drugiej połowie lat 30. XX wieku wzniesiono lokomotywownię przeznaczoną na elektrowozownię, ale planowana elektryfikacja magistrali berlińskiej nie doszła wówczas do skutku.

### Po II wojnie światowej

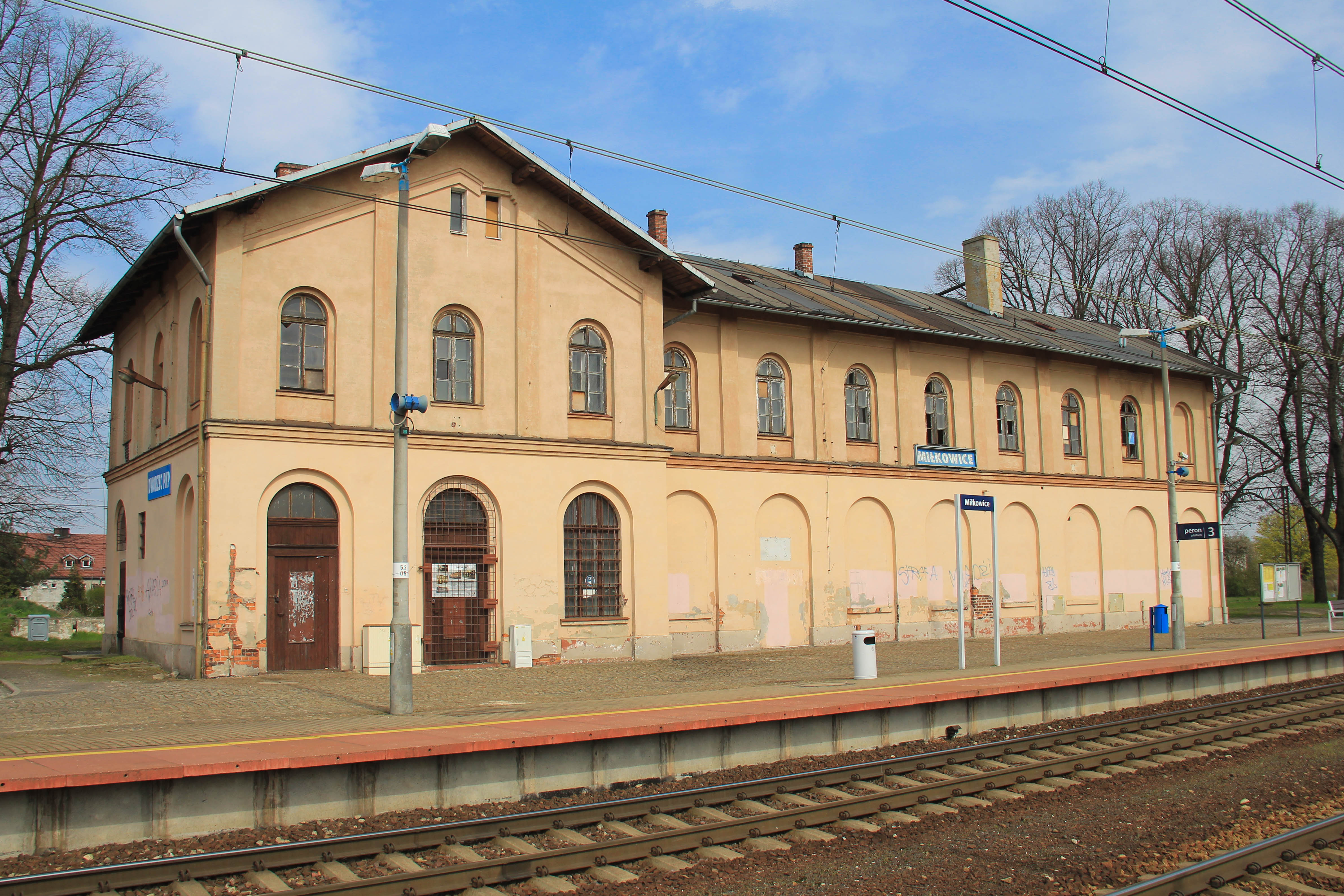
Budynek dworca

Po II wojnie światowej Miłkowice włączono jako część tzw. Ziem Odzyskanych w granice Polski. Stację Miłkowice przejęły Polskie Koleje Państwowe.
W czasach PRL na stacji funkcjonowała lokomotywownia obsługująca w szczytowym okresie 72 parowozy. Działały również: wagonownia, warsztaty i biura administracji kolejowej. Koleje zatrudniały ok. 2000 osób, tj. 80% mieszkańców gminy Miłkowice, determinując charakter miejscowości jako osiedla zakładowego. Na stację przyjeżdżało do 240 pociągów na dobę. Do rozrządzania wagonów wykorzystywano 25 spośród 40 istniejących torów.
Elektryfikacji ciągu Wrocław - Węgliniec dokonano w latach osiemdziesiątych XX wieku. 28 grudnia 1984 do stacji dotarł oficjalnie pierwszy pociąg elektryczny z Wrocławia, obsługiwany jednostką EN57. Sieć trakcyjną na odcinku Miłkowice - Węgliniec uruchomiono 23 grudnia 1985 roku. Podczas prac nad elektryfikacją na okolicznych szlakach wymieniono dotychczasową sygnalizację kształtową na semafory świetlne.
W 1988 roku miłkowicka stacja zajęła I miejsce we współzawodnictwie stacji rozrządowych na terenie Dolnośląskiej Dyrekcji Okręgowej Kolei Państwowych.

### Po roku 2000

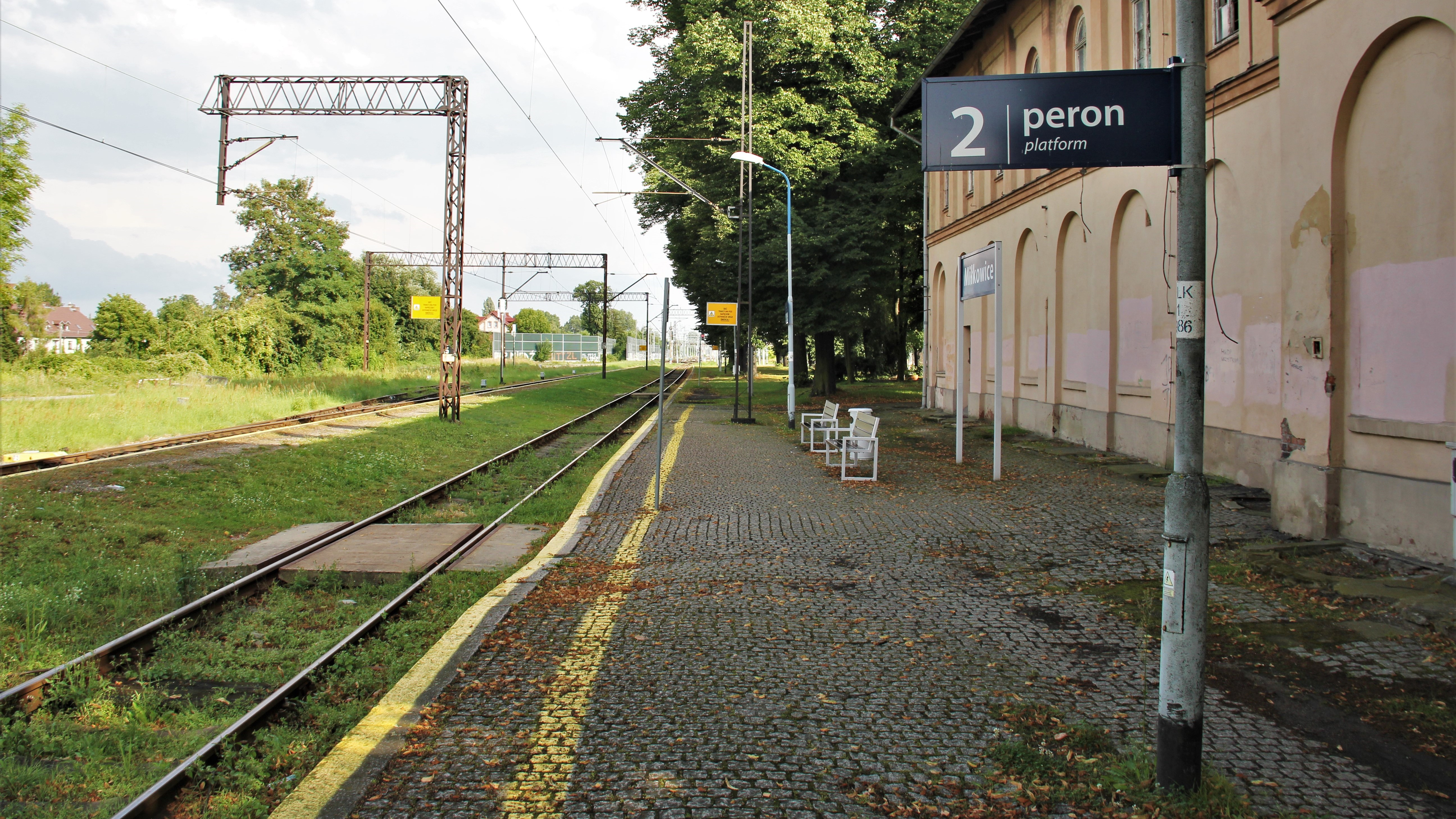
Peron 2

Podczas restrukturyzacji przedsiębiorstwa państwowego PKP w 2000 roku, władze przedsiębiorstwa zdecydowały o ograniczeniu zatrudnienia. Załogę w miłkowickich jednostkach kolei zredukowano o 90% do poziomu 200 osób, wywołując niespotykany wcześniej wzrost bezrobocia w gminie.
Dworzec kolejowy poza spełnianiem funkcji związanych z kolejową mieścił przejściowo: bar, posterunek policji, aptekę. Na I piętrze znajdowały się mieszkania pracownicze. Budynek zamknięto w 2003 roku. Właściciel (PKP SA) bezskutecznie usiłował sprzedać gmach w 2013 roku.
Zaliczenie fragmentów linii biegnących przez Miłkowice do magistrali E 30 objętej Umową AGTC zobowiązała Polskę do modernizacji korytarza. Prace w ramach modernizacji linii między Legnicą a Węglińcem rozpoczęto w listopadzie 2004 roku. Układ torowy stacji został przebudowany i zredukowany (m.in. rozebrano torowiska stacji rozrządowej), nieużywane obiekty, w tym lokomotywownia - rozebrane. Wyremontowano perony nr 1 i 2, obsługujące pociągi pasażerskie od strony Węglińca i Wrocławia. Sterowanie zmodernizowaną stacją odbywa się w całości na odległość, z Bolesławca. Roboty ukończono w styczniu 2006 roku.
Od ok. 2010 roku dawną wagonownię dzierżawiły Koleje Dolnośląskie, lokując w niej bazę serwisową. W 2018 roku z przyczyn ekonomicznych baza KD została przeniesiona do nowo zbudowanego obiektu w Legnicy.

## Społeczność
Staraniem miejscowego stowarzyszenia „Kolejarz”, skupiającego m.in. emerytów dawnego przedsiębiorstwa PKP, Miłkowice oficjalnie stanowią od stycznia 2017 roku wioskę tematyczną pn. „Miłkowice – Wioska Kolejarzy”.